# Old Time’s Sake
Old Time’s Sake – trzeci singiel Eminema promujący album Relapse. Utwór ukazał się 5 maja 2009 na iTunes. Gościnnie pojawia się w nim Dr. Dre, który odpowiada również za warstwę muzyczną.